# Eato
En la mitología griega Eato (en griego, Αἴατος) era un heraclida, hijo de Fidipo y hermano de Policlía.
Eato y su hermana Policlía emprendieron una campaña bélica contra los beocios, que primitivamente habitaban en Tesalia. Puesto que había un oráculo que decía que el primero que cruzase el río Aqueloo y pisara tierra de los enemigos, sería quien mandaría en la región, Policlía ideó una estratagema: fingió que tenía un pie herido y pidió a su hermano que la ayudara a cruzar el río. Este accedió y la llevaba en brazos, pero cuando estaban cerca de la orilla opuesta, ella saltó a tierra y reclamó el reino como cumplimiento del oráculo. 
Eato, en lugar de enfadarse, se casó con ella. Tuvieron un hijo, Tésalo, que dio su nombre a la región de Tesalia.